# Боркі (гміна Елк)
Боркі (пол. Borki, нім. Borken) — село в Польщі, у гміні Елк Елцького повіту Вармінсько-Мазурського воєводства.
Населення — 77 осіб (2011).
У 1975-1998 роках село належало до Сувальського воєводства.

## Демографія
Демографічна структура станом на 31 березня 2011 року:
|          | Загалом | Допрацездатний вік | Працездатний вік | Постпрацездатний вік |
| -------- | ------- | ------------------ | ---------------- | -------------------- |
| Чоловіки | 42      | 13                 | 28               | 1                    |
| Жінки    | 35      | 12                 | 19               | 4                    |
| Разом    | 77      | 25                 | 47               | 5                    |